# 京都華頂大学
京都華頂大学（きょうとかちょうだいがく、英語: Kyoto Kacho University）は、京都府京都市東山区に本部を置く日本の私立大学。設置者は学校法人佛教教育学園（同法人は佛教大学も設置する）。

## 概観
浄土宗開祖、法然の思想を基盤にした女子大学である。キャンパスは浄土宗総本山知恩院へと続く山内に位置し、自然と仏教文化の伝統が根ざしている。
生活情報学科ではMOSや中高の家庭科教員免許（一種）を取得できる。
こども生活学科では、小学校教諭一種免許、幼稚園教諭一種免許、保育士の３つの免許・資格の同時取得を目指すことができる。
食物栄養学科では、管理栄養士を目指すことができ、地域社会のあらゆる現場で活躍できる栄養のプロの育成を目標に掲げ、栄養指導のプロフェッショナルを目指すことができる。
同学の併設校として華頂短期大学が設置されている。

## 沿革

### 年表
- 1911年（明治44年） - 浄土宗総本山知恩院が宗祖法然上人の700年遠忌を記念して、「華頂女学院」を開校。
- 1935年（昭和10年） - 「華頂幼稚園」を開園。
- 1953年（昭和28年） - 「華頂短期大学」を創設し、保育科・家政科を設置。
- 1958年（昭和33年） - 社会福祉科を設置。
- 1996年（平成08年） - 新本館・図書館竣工。
- 2001年（平成13年） - 華頂学園創立90周年を迎える。
- 2003年（平成15年） - 短期大学創立50周年を迎える。
- 2008年（平成20年） - 6号・7号館竣工。
- 2009年（平成21年） - 学校法人浄土宗教育資団、学校法人東山学園と法人合併。
- 2009年（平成21年） - 法人名称を学校法人佛教教育学園に変更。
- 2010年（平成22年） - 歴史文化学科を設置。
- 2010年（平成22年） - 新3号館竣工。
- 2011年（平成23年） - 人間健康福祉学科を新設
- 2011年（平成23年） - 「京都華頂大学」を新設
- 2016年（平成28年） - 	現代家政学部食物栄養学科を設置
- 2018年（平成30年） - 	現代家政学部現代家政学科に生活学専攻、児童学専攻を設置
- 2024年（令和6年） - 	現代家政学部を名称変更し、現代生活学部を開設。現代家政学科の生活学専攻を生活情報学科へ、児童学専攻をこども生活学科へ変更。食物栄養学科（管理栄養士養成課程）は変更なし。
- 2025年（令和7年） - 日本文化学部を新設予定

## 教育および研究

### 組織

#### 学部
- 現代生活学部　
  - 生活情報学科
  - こども生活学科
  - 食物栄養学科（管理栄養士養成課程）
    - 管理栄養学専攻
    - 食文化専攻
- 日本文化学部
  - 日本文化学科（2025年4月開設）

## 公式サイト
- 公式ウェブサイト